# Církevní gymnázium v Kutné Hoře
Církevní gymnázium v Kutné Hoře je osmileté katolické gymnázium. Sídlí v Kutné Hoře v barokních budovách kláštera sv. Voršily. Do sítě škol bylo gymnázium zařazeno v roce 1991, výuka začala v roce 1993. Navazuje na tradici voršilských středoškolských výchovných a vzdělávacích ústavů, které zde fungovaly v letech 1712–1949 jako dívčí škola a internát. Škola mimo jiné zajišťuje kvalifikovanou výuku 4 světových jazyků, umožňuje výměnné pobyty se školami v Německu a Francii a je přidruženou školou UNESCO.
Zahrada Církevního gymnázia v Kutné Hoře slouží i k různým kulturním akcím.